# Euplectella jovis
Euplectella jovis är en svampdjursart som beskrevs av Schmidt 1880. Euplectella jovis ingår i släktet Euplectella och familjen Euplectellidae. Inga underarter finns listade i Catalogue of Life.